# PAOPAOステーション
PAOPAOステーション（パオパオステーション）は、1984年10月8日から1987年4月3日まで東海ラジオ放送の制作により放送されていたラジオ番組。

## 概要
最初、1984年10月8日から1985年10月4日までの1年間、パーソナリティは当時現役女子大生だった、高校生時代にDJを務めた経験もあった塚越かをりが担当。番組名も「かをりのPAOPAOステーション」だった。
1985年10月7日からは、パーソナリティが同年デビューしたばかりだった森口博子に交替、タイトルも「博子のPAOPAOステーション」に変わった。
タイトルの『PAOPAO』は、「番組のトータルイメージ」から名付けたという。
本番組は、制作していた東海ラジオと同じく、平日夜の時間帯でSTV、MBS、RKBの3局にネットされていた。

## パーソナリティ
- 塚越かをり（1984年10月8日〜1985年10月4日）-『かをりのPAOPAOステーション』
- 森口博子（1985年10月7日〜1987年4月3日） -『博子のPAOPAOステーション』

## コーナー
- パオ・パオ・ニュース
世界の面白いニュースを紹介していた。
- パオ・パオ・伝言板
- とんでもスクール
リスナーの学校生活での色々な体験談を募集していた。
- クイズコーナー
正解すると、パーソナリティ直筆のサイン色紙がもらえた。
- 暗いはがきを暗く読んで笑うコーナー
- これが青春だ
森口博子時代のコーナーで、木曜日に放送。リスナー作のくさい文章をくさい演技で読んでいた[3]。
- 今週の歌

## ネット局
- STVラジオ
  - 月曜日〜金曜日 22:05〜22:15（1984年10月〜1986年3月）
  - 月曜日〜金曜日 22:15〜22:25（1986年4月〜1987年4月）
- MBSラジオ
  - 月曜日〜金曜日 24:50〜25:00（1984年10月〜1986年3月）
  - 月曜日〜木曜日 24:50〜25:00、日曜日 24:45〜24:55（1986年4月〜1987年4月　ヤンタンキンド館〈金曜 24:00〜26:30〉のスタートにより、金曜放送分が日曜に移動）
- RKBラジオ
  - 月曜日〜金曜日 24:30〜24:40